# Trachyliopus subannulicornis
Trachyliopus subannulicornis là một loài bọ cánh cứng trong họ Cerambycidae.